# Hendim
 (mai 2017).
Hendim (persan : هنديم romanisé en Hendīm et Handīm), est un village situé dans la préfecture de Sirjan, dans la province de Kerman en Iran. Lors du recensement de 2006, sa population était de 37 habitants répartis dans 9 familles.